# 澤田瞳子
澤田 瞳子（さわだ とうこ、1977年9月14日 - ）は、日本の小説家、歴史小説作家。2021年に『星落ちて、なお』で第165回直木三十五賞を受賞。
京都府京都市生まれで、
同志社大学客員教授も務めている。母は作家の澤田ふじ子。

## 略歴
同志社女子中学校・高等学校、同志社大学文学部文化史学専攻卒業。同志社大学大学院文学研究科博士前期課程修了。
専門は奈良仏教史、正倉院文書の研究。大学時代は能楽部に所属していた。
2004年より時代小説のアンソロジー編纂などを行った後、2010年に『孤鷹の天』で小説家デビュー。

## 受賞歴
太字は受賞
- 2011年『孤鷹の天』で第17回中山義秀文学賞を受賞[10]。
- 2012年『満つる月の如し 仏師・定朝』で第2回本屋が選ぶ時代小説大賞を受賞[9]。
- 2013年『満つる月の如し 仏師・定朝』で第32回新田次郎文学賞を受賞。
- 2014年『日輪の賦』で第3回歴史時代作家クラブ賞（作品賞）候補。
- 2015年『若冲』で第153回直木三十五賞候補[11]。
- 2016年『若冲』で第5回歴史時代作家クラブ賞（作品賞）、第9回親鸞賞を受賞[9][12]、第4回京都本大賞候補。
- 2017年『腐れ梅』で第8回山田風太郎賞候補[13]。
- 2018年『火定』で第158回直木三十五賞候補[14]、第39回吉川英治文学新人賞候補[15]、第5回高校生直木賞候補。
- 2019年『落花』で第32回山本周五郎賞候補[16]、第161回直木三十五賞候補[17]。
- 2020年『能楽ものがたり 稚児桜』で第163回直木三十五賞候補[18]、『駆け入りの寺』で第14回舟橋聖一文学賞を受賞[19]。
- 2021年『星落ちて、なお』で第165回直木三十五賞を受賞[20]。
- 2022年『星落ちて、なお』で第9回高校生直木賞候補。

## 作品リスト

### 小説

#### シリーズ作品
京都鷹ケ峰御薬園日録
- ふたり女房（2013年 徳間書店）／徳間文庫、2016年。
- 師走の扶持（2015年 徳間書店）／徳間文庫、2018年。

大宰府の詩
- 『泣くな道真：大宰府の詩』集英社〈集英社文庫〉、2014年6月。ISBN　978-4-08-745205-1　※文庫書き下ろし
- 『吼えろ道真：大宰府の詩』集英社文庫、2022年10月。ISBN　978-4-08-744444-5

#### 単著
- 『孤鷹の天』徳間書店、2010年9月。 / 徳間文庫（上下巻）、2013年。上巻：ISBN　978-4-19-893741-6、下巻：ISBN　978-4-19-893742-3
- 『満つる月の如し：仏師・定朝』徳間書店、2012年3月。 / 徳間文庫、2014年。ISBN　978-4-19-893899-4
- 『日輪の賦』幻冬舎、2013年3月。 / 幻冬舎文庫〈幻冬舎時代小説文庫〉、2016年。ISBN　978-4-344-42490-6
- 『夢も定かに』中央公論新社、2013年8月。 / 中公文庫、2016年。ISBN　978-4-12-206298-6
- 『関越えの夜：東海道浮世がたり』徳間書店、2014年2月。 / 徳間文庫、2017年。ISBN　978-4-19-894274-8
- 『若冲』文藝春秋、2015年4月。 / 文春文庫、2017年。ISBN　978-4-16-790825-6
- 『与楽の飯：東大寺造仏所炊屋私記』光文社、2015年8月。 / 光文社文庫、2018年。ISBN　978-4-334-77678-7
- 『秋萩の散る』徳間書店、2016年10月。 / 徳間文庫、2019年。ISBN　978-4-19-894508-4
- 『腐れ梅』集英社、2017年7月。 / 集英社文庫、2020年。ISBN　978-4-08-744165-9
- 『火定』PHP研究所、2017年11月。 / PHP文芸文庫、2020年。ISBN　978-4-569-90084-1
- 『龍華記』KADOKAWA、2018年9月。 / 角川文庫、2021年。ISBN　978-4-04-111642-5
- 『落花』中央公論新社、2019年3月。 / 中公文庫、2021年。ISBN　978-4-12-207153-7
- 『月人壮士』中央公論新社、2019年6月。 / 中公文庫、2022年。ISBN　978-4-12-207296-1
- 『名残の花』新潮社、2019年9月。ISBN　978-4-10-352831-9 / 新潮文庫、2022年。ISBN　978-4-10-104281-7
- 『稚児桜：能楽ものがたり』淡交社、2019年12月。ISBN　978-4-473-04359-7 / 角川文庫、2023年。ISBN　978-4-04-113106-0
- 『駆け入りの寺』文藝春秋、2020年4月。ISBN　978-4-16-391195-3 / 文春文庫、2023年。ISBN　978-4-16-792053-1
- 『星落ちて、なお』文藝春秋、2021年5月。ISBN　978-4-16-391365-0 / 文春文庫、2024年。ISBN　978-4-16-792195-8
- 『輝山』徳間書店、2021年9月。ISBN　978-4-19-865189-3
- 『漆花ひとつ』講談社、2022年2月。ISBN　978-4-06-526661-8
- 『恋ふらむ鳥は』毎日新聞出版、2022年7月。ISBN　978-4-620-10857-5
- 『月ぞ流るる』文藝春秋、2023年11月。ISBN　978-4-16-391778-8
- 『のち更に咲く』新潮社、2024年2月。ISBN　978-4-10-352832-6

### エッセイ
- 『京都はんなり暮し』徳間文庫、2008年6月、新装版2015年9月。ISBN 978-4-19-894011-9
- 『天神さんが晴れなら』徳間書店、2023年4月。ISBN 978-4-19-865575-4
- 『京都の歩き方：歴史小説家50の視点』新潮選書、2025年3月。ISBN 978-4-10-603924-9

## 編纂
- 大江戸猫三昧 時代小説傑作選（2004年11月 徳間文庫）
- 犬道楽江戸草紙 時代小説傑作選（2005年8月 徳間文庫）
- 酔うて候 時代小説傑作選（2006年10月 徳間文庫）

## 出演

### 舞台
- なにげに文士劇2024 旗揚げ公演『放課後』（2024年11月16日、サンケイホールブリーゼ） - 堀 役[21]